# Mira Alečković
Mira Alečković (ur. 2 lutego 1924 w Nowym Sadzie, zm. 27 lutego 2008 w Belgradzie) – serbska poetka i powieściopisarka.

## Życiorys
Urodziła się 2 lutego 1924 roku w Nowym Sadzie. Ukończyła slawistykę na Uniwersytecie w Belgradzie, po czym kontynuowała naukę na Sorbonie. Przed II wojną światową angażowała się w działalność ruchów lewicowych, a w trakcie wojny należała do Narodowej Armii Wyzwolenia Jugosławii. Jej mężem był malarz Sava Nikolić; małżeństwo miało trójkę dzieci.
Pisała poezję i powieści, a także książki dla dzieci. Współzałożyła magazyn dla dzieci „Zmaj”, który następnie prowadziła jako redaktor naczelna przez 40 lat. Rozgłos przyniosła jej poezja i pieśni partyzanckie. Jej twórczość znalazła się w szkolnych podręcznikach, a także została przetłumaczona na 20 języków.
Została wyróżniona m.in. Orderem Narodowym Legii Honorowej IV i V klasy oraz Orderem Narodowym Lwa.
Zmarła 27 lutego 2008 roku w Belgradzie.

## Twórczość
Za źródłem:

### Poezja
- 1946: Zvezdane balade
- 1949: Dani razigrani
- 1949: Tri proleća
- 1952: Tragovi bez stopa
- 1955: Pionirsko proleće
- 1956: Prijatelji
- 1957: Lastavica
- 1963: Srebrni voz
- 1970: Sunčani soliteri
- 1972: Da život bude ljubav
- 1975: Sanjalica
- 1980: Ne mogu bez snova
- 1981: Zatečena u ljubavi
- 1982: Staza srebrom izvezena
- 1989: Zvezdane balade

### Powieści
- 1953: Srebrna Kosa
- 1960: Zbogom velika tajno
- Zašto grdiš reku?
- Jutro